# اس‌اس چسترفیلد (۱۹۱۳)
اس‌اس چسترفیلد (۱۹۱۳) (به انگلیسی: SS Chesterfield (1913)) یک کشتی بود که طول آن ۲۵۰ فوت (۷۶ متر) بود. این کشتی در سال ۱۹۱۳ ساخته شد.